# Polydora cavitensis
Polydora cavitensis är en ringmaskart som beskrevs av Pillai 1965. Polydora cavitensis ingår i släktet Polydora och familjen Spionidae. Inga underarter finns listade i Catalogue of Life.